# Nová Bašta
Nová Bašta é um município da Eslováquia, situado no distrito de Rimavská Sobota, na região de Banská Bystrica. Tem 13,18 km² de área e sua população em 2018 foi estimada em 481 habitantes.

## Demografia
| Ano:        | 1994 | 2004    | 2014   | 2024   |
| ----------- | ---- | ------- | ------ | ------ |
| Broj ljudi: | 607  | 529     | 505    | 498    |
| Razlika:    |      | -12,85% | -4,53% | -1,38% |

| Ano:               | 2023 | 2024   |
| ------------------ | ---- | ------ |
| Número de pessoas: | 500  | 498    |
| Diferença:         |      | -0,40% |